# Bihar megye turizmusa

## Erdélyi-szigethegység
A megye keleti részét foglalja el az Erdélyi-szigethegység. A hegységet szelíd domborzati formák (könnyen megközelíthető, lankás, napos csúcsok és hegyoldalak) és karsztképződmények (mészkőhasadékok, meredek hegyláncok, barlangok, búvópatakok) együttese jellemzi. Az Erdélyi-szigethegység Bihar megyei részének domborzati sajátosságai hegyi pihenésre, túrázásra alkalmasak, de lehetőséget nyújtanak a hegymászásra is. Az ide látogató turisták nagy része üdülni (túrázni, barlangászni, télisportokat űzni, vadászni, halászni), egészségügyi kezelésre vagy kulturális céllal jön. Egyre elterjedtebb a vadvízi evezés (a Körösrév–Brátka régióban, a Fekete- és a Köves-Körös környékén), hegymászás (Körösrév–Vársonkolyos környékén, száznál több felújított nyomon), canyoning (a Galbena völgyében és a Seacă-völgyi karsztban), barlangászat (Pádis, Csodavár, Sebes-Körös völgye, Albioara-hasadék, Vida völgye, Jád völgye) és a siklórepülés (Biharrósa, Pádis és Biharfüred környékén). Az éghajlat kedvez a télisportoknak (nagy mennyiségű hó, amely az évnek legalább 136 napján állandóan jelen van) Biharfüreden és a Vertop-hágón, a termálvizű és ásványvízforrások, búvópatakok, számos tó és vízesés, a vaddal teli erdők, a szennyeződéstől távol eső és halban gazdag vizek. Az erdők, legelők és falusi gazdaságok sajátos jelleget kölcsönöznek a tájnak, elősegítve a faluturizmus fejlődését.

## Faluturizmus
A faluturizmussal elsősorban a Belényesi-medencében, a Sebes-Körös és a Jád völgyében foglalkoznak. Igen keresettek az agroturisztikai menedékhelyek, mivel a itt teljes mértékben megtapasztalható a falusi életmód (saját termesztésű és készítésű élelmek és eszközök), kisállattartás és igavonók jelenléte, személyes kapcsolat a birtokossal, falusi hangulat).

## Bihar-hegység
A Bihar-hegység a legmagasabb a megye területén, az itt található csúcsok 1200 m magasan kezdődnek, és a Nagy Biharon elérik az 1849 m magasságot. Általában a tájat hosszan elnyúló folyók uralják, kerekded lágy dombok, mély és meredek völgyek, amelyek gyakran alakulnak hasadékokká, sziklaszorosokká. A turisztikai vonzerő tekintetében első helyen a Pádis vidéke vagy Batrana környéke áll. A medence felületileg zárt egység, Pádis-Csodavár néven ismeretes. Jellegzetessége, hogy egy zárt karsztos medence, amely nem rendelkezik felszíni vízlevezetőkkel. Több alegysége van: Pádis (karsztfennsík 1250-1280 m magasan, számos vájat, dolina és tölcsér hazája); Ponor-rét (a búvópatakok feltörési helye, ahol a Pádisban elnyelt vizek törnek elő. A nagyobb vízgyűjtők körül a kis tölcsérek elszívó ereje nem elég erős, így ez időszakos tavacskák kialakulásához vezet.); Elveszett Világ (örökzöldek borította vidék barlangokkal, vájatokkal, zsombolyokkal, dolinákkal és tölcsérekkel teleszabdalva); Csodavár (káprázatos karsztképződmény, amely három dolinát foglal magában, a tektonikus beszakadás helyén egy 1 km átmérőjű, 300 m mély medencét alkotva. Erdővel borított, rendkívül meredek falai sok helyen föld alá nyelik a folyóvizet.); a Galbena völgye, amely a Pádisban és a Csodavárban elnyelt vizeket hozza felszínre – meredek sziklafalai vízesésekkel tarkított hasadékok és barlangszájak otthona (mellékfolyójának, a Seacának eredeténél található a Rozsda-szakadék, amely a mészkőre tevődött homokkő rétegek regresszív kopása során meghökkentő, vöröses szerkezetet hagyott maga után); Bársza-katlan (zárt medence változatos karsztképződményekkel: egy beomlott víznyelő, 16 barlang – köztük a Bársza-jegesbarlang, Fekete-barlang, Zápogye-jegesbarlang, amely vegyes természeti rezervátum). A közelben található Eszkimó-jegesbarlangot természeti ritkaságnak nyilvánították.
A Bihar-Vlegyásza-hegység északi részére a magmás kőzetek jelenléte miatt a masszív domborzati formák jellemzőek. Ez megfigyelhető a kiemelkedő sziklahasadékokban, ahol a folyók látványos vízeséseket hoznak létre (ilyenek a Jád-völgyi vízesések: Jadolina, Lája-esés stb.). A tágas, majdnem sima hegycsúcsok könnyen elérhetők a túrázók számára, a mély, meredek oldalú völgyek pedig elképesztően szép kilátást kínálnak a szemlélődőnek, betekintést nyújtva Jádremetére, a Jád völgyének meredek sziklahasadékaira, Les völgyére stb. A létező mészkőszerkezetek helyenként megmagyarázzák a barlangok kialakulását. A turisztikailag legfontosabb barlangokat, vonzerejük és megközelíthetőségük miatt, kiépítették, ilyen a Csarnóházi-vizesbarlang, Somosi-barlang, Tutajos-barlang stb. Ehhez adódik még a számtalan forrás és búvópatak (Jádremete, Drájka (Dajka) völgye stb.). Jád völgye–Biharfüred turisztikai zóna a vad szurdokok és kiszélesedő tájegységek hazája. A lesi, munteni-i és csarnóházi gyűjtőtavak gyarapítják a régió szépségét, gazdagítják a Jád völgye vízrajzát. A turisztikai látványosságok tárházát az erdélyi orgona bővíti (Syringa josikaea), amely tavasszal virágzik. Az általa benépesített régiót természetvédelmi területnek nyilvánították. Biharfüred medencéje a Jád felső folyásán terül el, területén fürdőváros is van. A régiót magas hegyek uralják, a Bihar-hegység jelentős turisztikai csomópontja. Az itt található gyógyfürdőhely 1100 m tengerszint fölötti magasságon fekszik. Bioklímája kedvező, üdítő hatású különleges ózondússágának köszönhetően. Gyógyvíze oligoásványokban és vastartalomban gazdag, hormonális, légúti és idegi bántalmak, valamint lábadozó betegek kezelésére kiváló. Biharfüreden télisportokra alkalmas létesítmények is vannak.

## Király-erdő
A Király-erdő ugyancsak jelentős turisztikai vonzáskörzete a megyének. A mészkő jelenlétének köszönhetően az itt található karsztképződmények változatos geomorfológiai formákat nyújtanak. Alacsony, 600 és 800 m közötti síkságokat átszelő völgyekből álló hegyvidék. Némelyikük sima (pl. Tízhatár), számos dolinával, karrmezővel és karsztmedencével tarkított. A föld alatti vizek tevékenysége barlangok kialakulásához vezetett, amelyeket szívesen látogatnak a turisták: a Csarnóházi- és a Tutajos-vizesbarlang, Csűr-forrásbarlang, Igric-csontbarlang, Vidraréti-barlang, Csűr-nyelőbarlang stb. Adalékként számtalan hasadék és szurdok gazdagítja a kínálatot, mint például a Vida- és számos más szakadék. (Albioarei, Fehérkő-hasadék, Lázur). Megemlítjük a Sebes-Körös körösrévi és Biharósa biharkabai szurdokának szakaszát. A Sebes-Körös vidékének turisztikai vonzerejét az elhelyezése és infrastruktúrája helyezi előtérbe, mivel bármilyen földi úton könnyűszerrel megközelíthető. A Sebes-Körös szurdoka vegyes (földtani, állattani és őslénytani) karsztikus természetvédelmi terület. Királyhágó és Körösrév közötti szakaszon a folyó sajátosan alakította a triászi mészkőtömböt, egymást követő szűk szurdokokat és kiszélesedő, medenceszerű területeket hozva létre. A meredek völgyfalak (Stanul Stupului egy 80 m magasságot meghaladó hegymászásra alkalmas sziklafal), értékes barlangok (Szelek barlangja, mely az ország leghosszabb, 46 km-es barlangja, a Zichy-barlang, melyet 1903-ban fedeztek fel, és napjainkban teljes mértékben megfelel a turisztikai követelményeknek, a Nagymagyar-barlang, melyet nemrég újítottak fel). A szórakoztató turizmus, különösképpen a sziklamászás, barlangászat és rafting egyre nagyobb teret hódít. A Sebes-Körös egyes szakaszain lehet raftingozni és kajakozni is, különösen a folyó középső, Rév és Brátka közti szakaszán. A Király-erdő hegység délnyugati peremén, a hasonló nevű helység közelében található a Mézgedi-cseppkőbarlang. Románia egyik legnagyobb barlangjáról van szó, amely öt szinten helyezkedik el, és szpeológiai rezervátummá nyilvánították. A 3400 méter hosszú barlang járatai és szintjei a föld alatti differenciálódás időbeli és térbeli alakulását szemléltetik.

## Béli-hegység
A Béli-hegység kevés 1000 métert meghaladó csúccsal büszkélkedik, fejlett karsztdomborzata van, amely triász és jura mészkőből alakult: dolinák, tölcsérek, szakadékok, fennsíkok, magurák stb. Turisztikai vonzereje a Vaskoh környéki felszíni karsztosodásnak van (dolinákkal, kráterekkel és tölcsérekkel tűzdelt völgyek), ezek közül is a legkiemelkedőbb a feltörő és elbúvó kalugyeri forrás. Ezt követi a Havasdombró melletti karsztegyüttes és a Fekete-Körös szurdoka. A környék sporthorgászatra, vízi sportokra, vadászatra, túrázásra és faluturizmusra is alkalmas. A Béli-hegység Várasfenes-Almaszeghuta környékét csak helyileg ismerik, bár a hegység legfestőibb völgyei közé tartozik. Rézhegységet jobbára felhalmozódott agyag-, homok-, kavics- és más üledékeskőzet-rétegek alkotják. A hegység nem túl magas, legmagasabb csúcsa a Varatic (757 m). A hegység közepe táján szlovák falvak helyezkednek el. Ezt a népcsoportot a Habsburgok telepítették ide a 18. század végén – 19. század elején fakitermelés és fafeldolgozási munkák (faégetés, hamufőzés az üveg előállításához stb.) ellátására. A néprajzi hagyaték (hagyományos szerkezetű gazdaságok, szokások, szlovák népviselet) mellett a Sólyomkővár–Feketeerdő régió számos turisztikai sajátossággal rendelkezik. Az alföldi táj egyhangúságát a növényzet gazdagsága díszíti, és a tájba illeszkedő vizek varázslatossá teszik a környezet szépségét. A növényzetet mezofil pázsitok és kisebb területű maradványerdők képezik. Tájértéke szempontjából turisztikai kincsnek számít a vízi és mocsári növényzet, amely a vidéken található láposokat és tavakat övezi. Ebből a szempontból a cséffai tóövezet egyike a leglátogatottabb vízi létesítményeknek. Tájértéke nagy területen fekvő vizeiben áll, vonzó, tisztásokkal tarkított erdeiben és az itt található mocsári növényzetben (nád, sás, káka). A nedves vidék, a cséffai halastavak és a Radványi-arborétum természeti rezervátuma nem csupán mocsári növényzetéről nevezetes, hanem az általa elszállásolt madárkolóniákról is, sóvirágos területéről, ahol különböző ritka fajok lelhetők fel : Salicornia Herbaceea, Artemisia Maritima és Festuca pseudovina. Az erdősztyeppe állatvilága nem annyira változatos, ám ellensúlyozza ezt a nagyszámú fácán és őz, amelyek jelentős vadászati vadállományt képeznek, valamint a halfélék változatossága, amely gazdagítja a régió sporthorgászati és vadászati turizmusát.

## Horgászat
Nagyváradtól délre a legismertebb horgászhely: Cséffa III, Cséffa IV és a Cséffa Halászat szomszédságában (32 km) található gyűjtőcsatorna. A cséffai halászat egyike a legfelszereltebb központoknak, két, egyenként hathektáros medencével, amelyekben pontyot, kárászt, csukát és harcsát tenyésztenek. Mindemellett számos halastó található a környéken: Gyapju, Oláhapáti, Nyárszeg, Hegyközpályi, Lesi, Hegyközszáldobágy stb., ahol a legelterjedtebb faj a kárász és a törpeharcsa. A Bors melletti, kisszántói halastó különlegessége a létesítmény felszerelésében áll.
Bihar megye északi részén, az Érmelléken a legfontosabb vonzáselemek a tavak, természeti rezervátumok, híres borpincék és a gazdag vadállomány. A sporthorgászat az Érmelléken, a vasádi és az érsemjéni tavon (Érmihályfalva mellett), a Diószeg melletti Jankafalván és Biharvajdán, a székelyhídi Kágyán, a Margitta melletti Albison és Apátkeresztúron engedélyezett. Ezekben a vizekben sok a kárász, ponty, báboska, törpeharcsa, harcsa és a csuka. Ugyanitt található a Szalacs melletti Hidegvölgyi védett övezet, valamint a székelyhídi természetes tó, ahol az Ér egykori mocsarai terültek el, sajátos élővilággal. A diószegi szőlőhegy három borászati központot lát el Diószegen, Székelyhídon és Szentjobbon. Ezen a vidéken már a 16. században foglalkoztak borászattal. Az innen származó kiemelkedő borfélék a leányka (ajánlott fajta, jellemzői a gyümölcsgazdagság és életképesség), az erdei sárga (engedélyezett fajta, jellegzetessége a bódító illat, zamatos és hűs buké) és a muskotály (engedélyezett fajta, halvány aranysárga színével kiemelkedik a borcsaládból, illata és aromája a fajszőlőszemek parfümjét hozza magával).
Érmihályfalva környéke borászatáról nevezetes, valamint az almaszegi természeti rezervátumáról, ahol az atlanti-mediterrán(?) származású Corynephrus conescens spontán módon gyökerezett meg. Érmihályfalva szőlőhegye a Nagykárolyi-medence homokos talaját fedi, és ősrégi hagyományokkal rendelkezik. A XVII. században a szőlőst „szőlőkertekbe” rendszerezték, elválasztva azokat a gabonaföldektől. Az itt található borászati központban termelik az erdei sárgát (Feteasca regala), melynek zamata könnyed és gyümölcsízben gazdag, a Lampaut (Mustuoasa de Măderat), amely egy helyi jellegű tájbor, egyesíti a minőségi fajszőlő zamatát a régió földrajzi sajátosságainak hatásával.

## Gyógyvizek
Nagyváradtól kb. 8 km távolságra található a természetes gyógyhatásáról híres Félixfürdő és Püspökfürdő gyógykezelő központ. Az itt található gyógyvizek oligoásványokat tartalmaznak, enyhén radioaktívak, hőmérsékletük eléri a 49°C fokot. Ugyancsak nevezetes a fürdőhelyen található gyógyhatású ásatag iszap. A szelíd éghajlat kiegészíti a régió turisztikai vonzerejét. A fürdőhely 4000 fő számára biztosít szálláslehetőséget, nyolc kezelőközponttal, egy lábadozó kórházzal, számos szállodával, klubbal és étteremmel, kempinglehetőséggel, úszómedencékkel, sportlétesítményekkel stb. rendelkezik. A kezelőközpontokat korszerű elektroterápiás, kinetoterápiás, hidroterápiás és aeroszolfelszereléssel látták el. A masszázsszalonok, valamint paraffinos csomagolásra szakosodott termek változatos és teljes körű kezelést nyújtanak a reumás, neurológiai és nőgyógyászati megbetegedésekkel küszködők számára. Püspökfürdő virágritkasága (a trópusi eredetű, spontánul megmaradt melegvízi tündérrózsa – Nymphaea Lotus varietas thermalis –, amely a harmadkorból maradt ránk) és állatritkaságai (őskori csigák – Melanopsis parreysii Muhlfeld – és halak – Scardinius erythrophtalmus racovitzai –, amelyek túlélték a Peca-tó utolsó jegesedését Európa egyetlen termálvizű ökoszisztémájában, napjainkban természeti rezervátum) számos turistát vonz. Tenke fürdőváros a Fekete-Körös mentén helyezkedik el, Nagyváradtól 36 km-re. Értékes ásványvízforrásokkal rendelkezik, ezek gyógyhatásának, valamint a nyugtató hatású bioklímájának köszönhetően a település nagy érdeklődésnek örvend a megyében. A nárciszrétről híres tenkegörbedi növénytani rezervátum a környék másik jelentős turisztikai látványossága.